# Cai Yuanpei
Pour les articles homonymes, voir Cai.
Dans ce nom chinois, le nom de famille, Cai, précède le nom personnel.
Cai Yuanpei (chinois: 蔡元培 ; pinyin : Cài Yuánpéi ; Wade–Giles : Ts'ai Yüan-p'ei ; prénom social: Hèqīng (鶴卿), surnom : 孑民 Jiémín), né le 11 janvier 1868, mort le 5 mars 1940) est un pédagogue chinois d’avant-garde, scientifique, philosophe, traducteur, ministre de l'éducation, fondateur et recteur de l'Université de Pékin et président de l’Académie des sciences de Chine.
Il est connu pour sa critique de la culture chinoise qui conduit au mouvement du 4 mai et pour être le premier au monde (dès 1912) à décider l'introduction de l'Espéranto dans l’enseignement. 
Il oeuvra également pour la liberté d’expression et les droits de l'homme et de la femme.

## Biographie
Né dans le village de Shānyīn, province du Zhejiang, Cai fut nommé à l'académie Hanlin à 26 ans. En 1898, il devint administrateur d'instituts :
- directeur de l'école chinoise occidentale de Shaoxing (紹興中西學堂監督)
- Chef du collège Shànshān du district de Shèng (嵊縣剡山書院院長)
- Directeur de la classe spéciale de l'école publique de Nanyang (南洋公學特班總教習)

Après l'échec de la réforme des Cent Jours en 1898, il démissionne de son poste de rédacteur impérial. Il crée le Guangfuhui en 1904 et rejoint le Tongmenghui l'année suivante. Cai est un temps séduit par les idées anarchistes.
Après avoir étudié la philosophie, la psychologie, et l'histoire de l'art à l'université de Leipzig en 1907, il devient ministre de l'Éducation, à titre provisoire, de la république en 1912, mais démissionne sous la présidence de Yuan Shikai. Il retourne en Allemagne puis en France, d'où il refuse le poste de gouverneur de sa province natale.
Cai retourna en Chine en 1916 pour devenir président de l'Université de Pékin l'année suivante. Bien que fondée pendant les Cent Jours, l'Université de Pékin a alors un caractère conservateur. Cai y introduit le libéralisme : défense des libertés académiques contre le gouvernement, liberté d'expression pour toutes les écoles de pensée et recrutement d'un corps professoral de qualité. C'est pendant son séjour à l'université de Pékin qu'il recrute de célèbres intellectuels comme Chen Duxiu, qui devient doyen de la faculté des Lettres, Hu Shi, ou Li Dazhao, nommé bibliothécaire en chef de l'Université, tout en laissant une place aux conservateurs.
À partir de 1921, Cai fait partie de l'association qui gère l'Institut franco-chinois de Lyon. En 1927, il copréside à la formation du collège national de musique qui devient plus tard le conservatoire de musique de Shanghai. En avril 1928, il devient le premier président de l'académie chinoise des sciences.
Cai s'est fait le défenseur de l'usage du baihua, la langue parlée, à l'écrit en remplacement du chinois classique dès le début du xxe siècle. Ce fut l'une des principales revendications du mouvement du 4 mai 1919. Il a écrit un roman en baihua, Le Rêve de la nouvelle année.
Cai fut l'avocat de l'importance égale des cinq modes de vie — « Vertu, sagesse, santé, collectivité et beauté » (德、智、體、群、美) — qui est toujours enseignée à Taïwan, Hong Kong et Macao. Il était opposé aux pieds bandés et au concubinage, et se faisait défenseur du droit de la femme au divorce et au remariage.
Cai Yuanpei mourut à l'âge de 72 ans à Hong Kong.